# Joan Blondell
Joan Blondell (30 de agosto de 1906 - 25 de dezembro de 1979) foi uma atriz estadunidense.

## Biografia
Joan nasceu em Nova Iorque filha de um comediante do teatro Vaudeville e uma atriz, tinha um irmão e uma irmã, a também atriz Gloria Blondell. Na infância a família vivia viajando devido as turnês de seu pai, até que na adolescência se estabeleceram em Dallas.
Em 1926 Blondell ganhou o concurso de Miss Dallas e ficou em quarto lugar no Miss América. A partir daí começou a trabalhar e a fazer faculdade. Em 1927 voltou a Nova Iorque para se juntar a uma companhia de teatro, onde fez sua primeira atuação na Broadway.
Em 1930 fez sua estréia no cinema no filme Penny Arcade. Nessa mesma época assinou contrato com a Warner, onde fez pequenas aparições em vários filmes. Em 1931 entrou para a "WAMPAS Baby Stars", conseguindo assim papéis de maior destaque, tornando-se uma das queridinhas do público e mais rentáveis atrizes da década de 30.
Em 1939 deixou a Warner, após mais de cinquenta filmes em quase uma década de carreira. A partir da década de 40, continuou trabalhando regularmente no cinema e na TV. Em 1951 foi indicada ao prêmio Oscar de Melhor Atriz (coadjuvante/secundária) pelo filme The Blue Veil.
Joan foi casada três vezes, teve dois filhos. Em 1972 escreveu um romance chamado "Center Door Fancy", uma autobriografia disfarçada. Faleceu em 1979 aos 73 anos de Leucemia. Encontra-se sepultada no Forest Lawn Memorial Park (Glendale), Glendale, Los Angeles, nos Estados Unidos.

## Filmografia
- 1981 - The Woman Inside
- 1979 - The Glove
- 1979 - The Rebels (TV)
- 1979 - The Champ
- 1978 - Battered (TV)
- 1978 - Grease
- 1977 - Opening Night
- 1977 - The Baron
- 1976 - Death at Love House (TV)

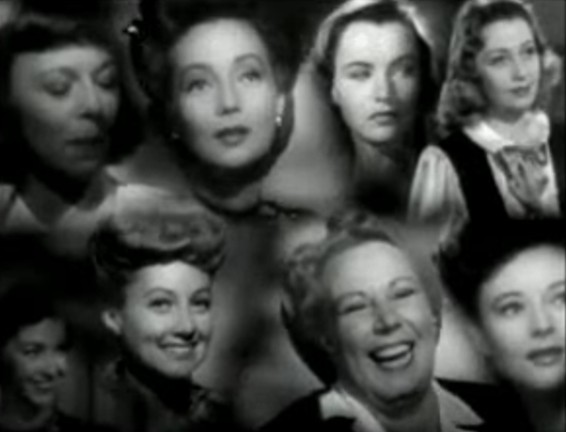
Cry Havoc (1943).

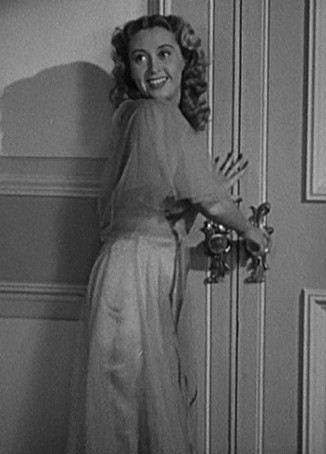
Topper Returns (1941).

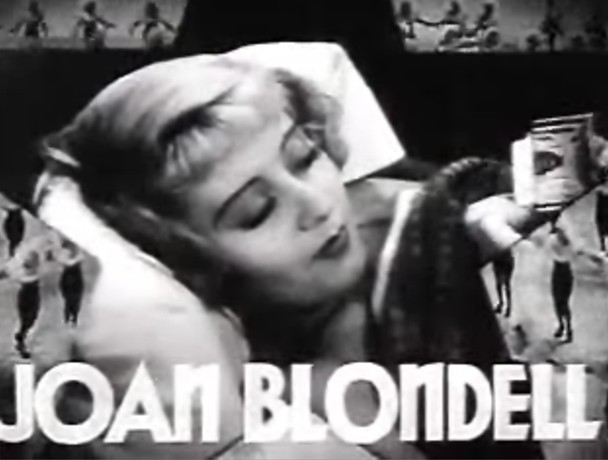
Dames (1934).

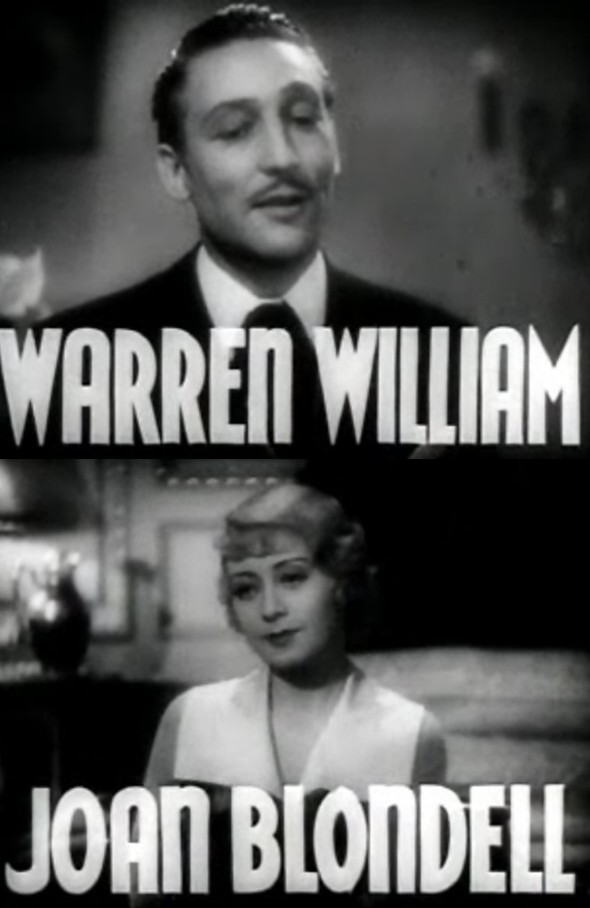
Goodbye Again (1933).

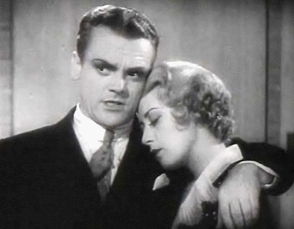
Footlight Parade (1933).

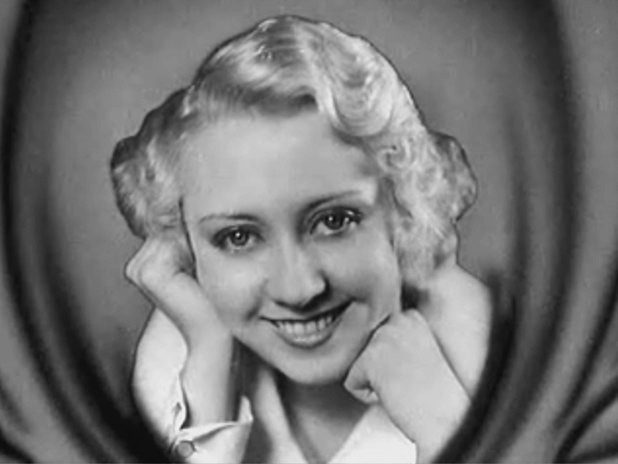
Three on a Match (1933).

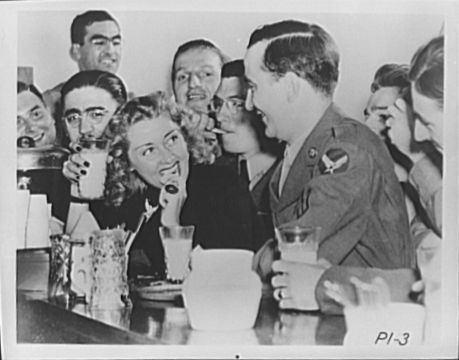

- 1976 - Won Ton Ton, the Dog Who Saved Hollywood
- 1975 - Winner Take All (TV)
- 1975 - The Dead Don't Die (TV)
- 1974 - Bobby Parker and Company (TV)
- 1971 - Support Your Local Gunfighter
- 1970 - The Phynx
- 1969 - Big Daddy
- 1968 - Kona Coast
- 1968 - Stay Away, Joe
- 1967 - Waterhole#3
- 1967 - Winchester 73 (TV)
- 1966 - Baby Makes Three (TV)
- 1966 - Ride Beyond Vengeance
- 1965 - The Cincinnati Kid
- 1964 - Advance to the Rear
- 1961 - Angel Baby
- 1957 - Will Success Spoil Rock Hunter?
- 1957 - This Could Be the Night
- 1957 - Desk Set
- 1957 - Lizzie
- 1956 - The Opposite Sex
- 1951 - The Blue Veil
- 1950 - For Heaven's Sake
- 1947 - Christmas Eve
- 1947 - Nightmare Alley
- 1947 - The Corpse Came C.O.D.
- 1945 - Adventure
- 1945 - Don Juan Quilligan
- 1945 - A Tree Grows in Brooklyn
- 1943 - Cry 'Havoc'
- 1942 - Lady for a Night
- 1941 - Three Girls About Town
- 1941 - Model Wife
- 1941 - Topper Returns
- 1940 - I Want a Divorce
- 1940 - Two Girls on Broadway
- 1939 - The Amazing Mr. Williams
- 1939 - Good Girls Go to Paris
- 1939 - The Kid from Kokomo
- 1939 - East Side of Heaven
- 1939 - Off the Record
- 1938 - There's Always a Woman
- 1937 - Stand-In
- 1937 - The Perfect Specimen
- 1937 - Back in Circulation
- 1937 - The King and the Chorus Girl
- 1936 - Gold Diggers of 1937
- 1936 - Three Men on a Horse
- 1936 - Stage Struck
- 1936 - Bullets or Ballots
- 1936 - Sons o' Guns
- 1936 - Colleen
- 1935 - Miss Pacific Fleet
- 1935 - We're in the Money
- 1935 - Broadway Gondolier
- 1935 - Traveling Saleslady
- 1934 - Kansas City Princess
- 1934 - Dames
- 1934 - Smarty
- 1934 - He Was Her Man
- 1934 - I've Got Your Number
- 1933 - Convention City
- 1933 - Havana Widows
- 1933 - Footlight Parade
- 1933 - Goodbye Again
- 1933 - Gold Diggers of 1933
- 1933 - Blondie Johnson
- 1933 - Broadway Bad
- 1933 - Just Around the Corner
- 1932 - Lawyer Man
- 1932 - Central Park
- 1932 - Three on a Match
- 1932 - Big City Blues
- 1932 - Miss Pinkerton
- 1932 - Make Me a Star
- 1932 - The Famous Ferguson Case
- 1932 - The Crowd Roars
- 1932 - The Greeks Had a Word for Them
- 1932 - Union Depot
- 1931 - Blonde Crazy
- 1931 - The Reckless Hour
- 1931 - Night Nurse
- 1931 - Big Business Girl
- 1931 - My Past
- 1931 - The Public Enemy
- 1931 - God's Gift to Women
- 1931 - Illicit
- 1931 - Millie
- 1931 - Other Men's Women
- 1931 - How I Play Golf, by Bobby Jones No. 10: 'Trouble Shots'
- 1930 - Sinners' Holiday
- 1930 - The Office Wife
- 1930 - The Devil's Parade
- 1930 - Broadway's Like That
- 1930 - The Heart Breaker

## Curiosidades
- No início da carreira Jack Warner queria que ela mudasse seu nome para "Inez Holmes", mas ela recusou.
- Apareceu em mais filmes da Warner Brothers do que qualquer outra atriz.
- Seu terceiro casamento foi marcado por escândalos, pois ela acusou o marido de tentar joga-lá pela janela do apartamento, segurando-a pelos tornozelos, além de ter perdido muito dinheiro no jogo. Também houve o boato de que a atriz havia sido trocada por Elizabeth Taylor, o que não era verdade.